# (35497) 1998 FT33
1998 FT33 (asteroide 35497) é um asteroide da cintura principal. Possui uma excentricidade de 0.00529000 e uma inclinação de 10.60716º.
Este asteroide foi descoberto no dia 20 de março de 1998 por LINEAR em Socorro.